# Gaafu Alif

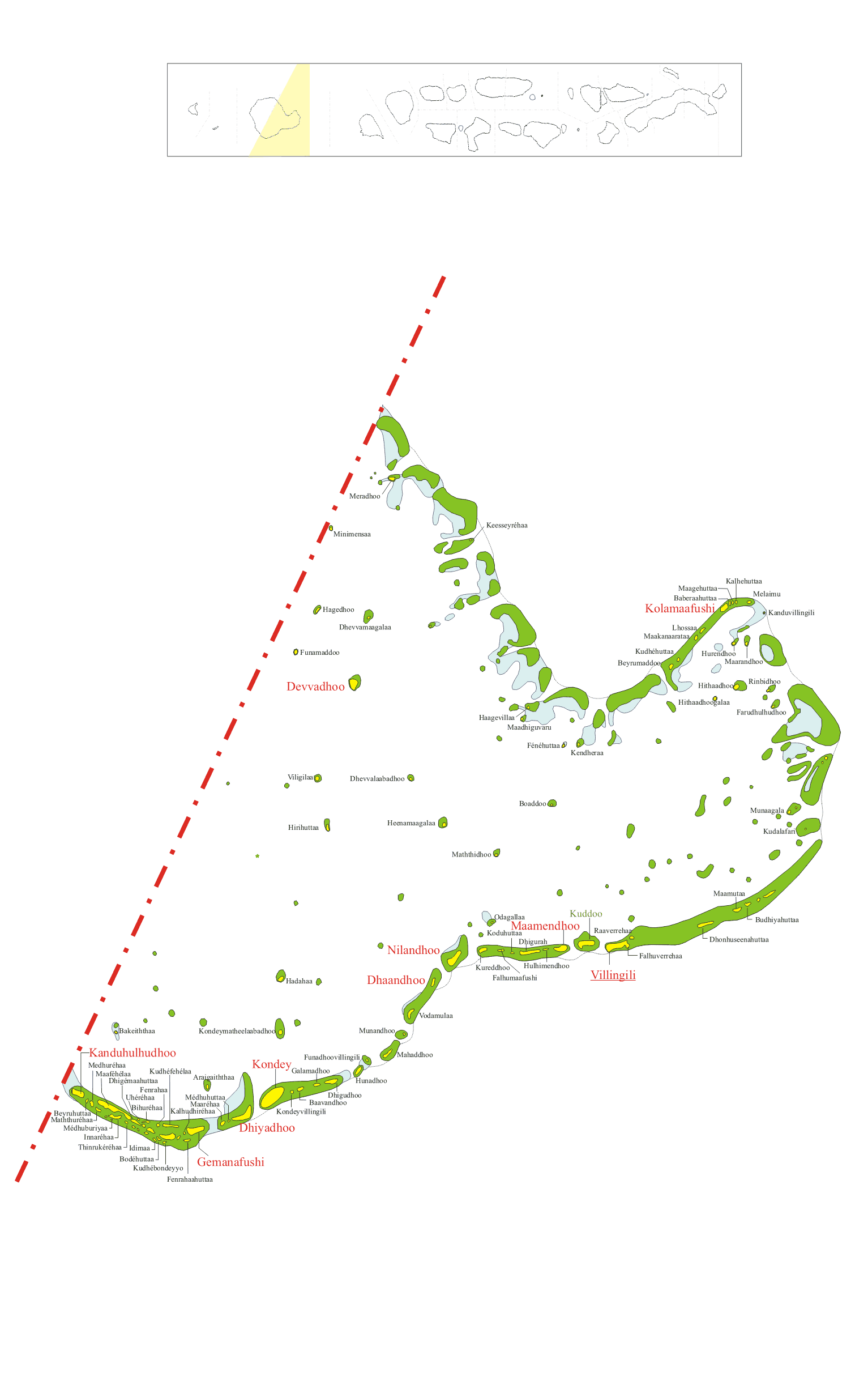
Mapa atolu Gaafu Alif

Gaafu Alif (anglicky Gaafu Alif nebo Gaafu Alif) je atol na Maledivách. Hlavní město atolu je Vilingili. Skládá se z 82 ostrovů, z toho je 10 obydlených. Počet obyvatel je 12 413. Atol řídí Ali Saleem. Tento administrativní atol se rozkládá na severovýchodní části přírodního atolu Huvadhoo.

## Obydlené ostrovy
- Dhaandhoo
- Dhevvadhoo
- Dhiyadhoo
- Gemanafushi
- Hadahaa
- Kanduhulhudhoo
- Kolamaafushi
- Kondey
- Maamendhoo
- Nilandhoo
- Vilingili

## Neobydlené ostrovy
Araigaiththaa Baavandhoo Baberaahuttaa Bakeiththaa Beyruhuttaa Beyrumaddoo Bihuréhaa Boaddoo Bodéhuttaa Budhiyahuttaa Dhevvalaabadhoo Dhevvamaagalaa Dhigémaahuttaa Dhigudhoo Dhigurah Dhonhuseenahuttaa Falhumaafushi Falhuverrehaa Farudhulhudhoo Fénéhuttaa Fenrahaa Fenrahaahuttaa Funadhoovillingili Funamaddoo Galamadhoo Haagevillaa Hadahaa Hagedhoo Heenamaagalaa Hirihuttaa Hithaadhoo Hithaadhoogalaa Hulhimendhoo Hunadhoo Hurendhoo Idimaa Innaréhaa Kalhehuttaa Kalhudhiréhaa Kanduvillingili Keesseyréhaa Kendheraa Koduhuttaa Kondeymatheelaabadhoo Kondeyvillingili Kudalafari Kuddoo Kudhébondeyyo Kudhéfehélaa Kudhéhuttaa Kureddhoo Lhossaa Maadhiguvaru Maaféhélaa Maagehuttaa Maakanaarataa Maamutaa Maarandhoo Maaréhaa Mahaddhoo Maththidhoo Maththuréhaa Médhuburiyaa Médhuhuttaa Medhuréhaa Melaimu Meradhoo Minimensaa Munaagala Munandhoo Odagallaa Raaverrehaa Rinbidhoo Thinrukéréhaa Uhéréhaa Viligillaa Vodamulaa